# Кемблув (Нижньосілезьке воєводство)
Кемблув (пол. Kębłów, нім. Kammelwitz) — село в Польщі, у гміні Рудна Любінського повіту Нижньосілезького воєводства.
Населення — 147 осіб (2011).
У 1975-1998 роках село належало до Легницького воєводства.

## Демографія
Демографічна структура станом на 31 березня 2011 року:
|          | Загалом | Допрацездатний вік | Працездатний вік | Постпрацездатний вік |
| -------- | ------- | ------------------ | ---------------- | -------------------- |
| Чоловіки | 75      | 22                 | 48               | 5                    |
| Жінки    | 72      | 7                  | 45               | 20                   |
| Разом    | 147     | 29                 | 93               | 25                   |